# Yang Yi (Tennisspielerin)
Yang Yi (chinesisch 楊毅, Pinyin Yang Yi; * 16. April 1988) ist eine ehemalige chinesische Tennisspielerin.

## Karriere
Yang spielte hauptsächlich Turniere auf der ITF Women’s World Tennis Tour, wo sie einen Titel im Doppel gewinnen konnte.
2008 stand sie Ende August in Nonthaburi in ihrem ersten Einzelfinale eines ITF-Turniers, das sie gegen Lu Jiajing mit 3:6 und 4:6 verlor.
2009 stand sie im Finale des Einzels des ITF-Turniers in Tarakan, das sie mit 5:7 und 1:6 gegen Yang Zi-Jun verlor.
2013 gewann sie im März ihren ersten ITF-Doppeltitel. Im Juni unterlag sie im Finale des ITF-Turniers von Qarshi mit 2:6 und 3:6 ihrer Finalgegnerin Sabina Sharipova. Im Juli erreichte sie bei der Sommer-Universiade mit ihrer Partnerin Meng Ran im Doppel da Viertelfinale. Anfang August trat sie bei den Caoxijiu Suzhou Ladies Open, ihrem ersten Turnier der WTA Challenger Series in der Qualifikation an, wo sie in der ersten Runde gegen Liu Fangzhou mit 4:6 und 1:6 verlor.

## Turniersiege

### Doppel
| Nr. | Datum        | Turnier   | Kategorie   | Belag             | Partnerin          | Finalgegnerinnen                          | Ergebnis         |
| --- | ------------ | --------- | ----------- | ----------------- | ------------------ | ----------------------------------------- | ---------------- |
| 1.  | 1. März 2013 | Schymkent | ITF $10.000 | Hartplatz (Halle) | Kamila Kerimbajewa | Darija Bereschnaja Wladyslawa Zanosijenko | 6:1, 4:6, [10:4] |